# Міністерство закордонних справ Гаяни
Міністерство закордонних справ і міжнародної співпраці (англ. Ministry of Foreign Affairs and International Cooperation) — центральний орган виконавчої влади, відповідальний за здійснення міжнародних відносин Гаяни та діяльність її міжнародних дипломатичних місій. Із серпня 2020 року міністерство очолює міністр Г'ю Тодд.

## Компетенція
До обов'язків міністерства серед іншого входить управління двосторонніми відносинами з окремими державами та представництво країни у міжнародних організаціях, у тому числі в ООН і Співдружності Націй. Воно також здійснює нагляд за візами, дозволами на роботу та імміграційними справами.

## Відділи
- Прикордонний відділ
- Зовнішньоторговельний відділ
- Відділ Америки
- Відділ у справах діаспори
- Відділ багатосторонніх і глобальних справ
- Відділ двосторонніх зносин
- Відділ міжнародного співробітництва